# Madrasostes orousseti
Madrasostes orousseti là một loài bọ cánh cứng trong họ Hybosoridae. Loài này được Paulian miêu tả khoa học năm 1981.